# NGC 978
NGC 978 est une galaxie lenticulaire située dans la constellation du Triangle. NGC 978 a été découverte par l'astronome britannique John Herschel en 1827.

## Caractéristiques
Sa vitesse par rapport au fond diffus cosmologique est de 4 516 ± 15 km/s, ce qui correspond à une distance de Hubble de 66,6 ± 4,7 Mpc (∼217 millions d'al).

## Paire de galaxies en interaction
NGC 978 forme une paire de galaxies en interaction avec la galaxie PGC 9823 appelé NGC 978B par Wolfgang Steinicke ou encore NGC 978 NED02 sur la base de données NASA/IPAC.